# Arturs Krišjānis Kariņš
Arturs Krišjānis Kariņš, né le 13 décembre 1964 à Wilmington (Delaware), est un homme d'État letton, membre d'Unité.
Il est ministre de l'Économie entre 2004 et 2006, puis élu député européen en 2009. Il est Premier ministre de Lettonie de 2019 à 2023 et ministre des Affaires étrangères de 2023 à 2024.

## Formation et vie professionnelle
Né le 13 décembre 1964 à Wilmington, dans le Delaware, Arturs Krišjānis Kariņš, qui possède également la nationalité américaine, obtient en 1996 un doctorat en linguistique à l'université de Pennsylvanie puis part s'installer en Lettonie,.

## Parcours politique

### Député et ministre
En octobre 2002, il est élu député à la Saeima sur une liste du parti Nouvelle Ère (JL).
Environ deux ans plus tard, le 2 décembre 2004, il est nommé ministre des Affaires économiques dans le gouvernement de coalition de centre droit du Premier ministre conservateur Aigars Kalvītis. Il démissionne, avec les autres ministres de sa formation, le 8 avril 2006. Il est réélu député quelques mois plus tard.

### Député européen
À l'occasion des élections européennes de juin 2009, il se fait élire député au Parlement européen. Il siège alors au sein du groupe du Parti populaire européen et à la commission de l'industrie, de la recherche et de l'énergie. Il conserve son mandat lors du scrutin suivant, cinq ans plus tard.

### Premier ministre

#### Premier mandat
Le 7 janvier 2019, le président Raimonds Vējonis, le charge de former un nouveau gouvernement. À la suite de sa désignation, il propose une coalition à cinq partis avec son parti Unité (V), le Nouveau Parti conservateur (JKP), Qui possède l'État ? (KPV), l'Alliance nationale (NA) et Développement/Pour ! (AP).
Il annonce la conclusion d'un accord de majorité 12 jours plus tard. Le 23 janvier, il remporte le vote de confiance à la Saeima avec 61 voix favorables, mais cinq parlementaires de KPV votent contre le nouvel exécutif.
Le 5 janvier 2022, son gouvernement établit le nouveau record de longévité au pouvoir en Lettonie, 1 078 jours s'étant écoulés depuis son entrée en fonction. Il surclasse ainsi l'équipe ministérielle de son prédécesseur, détentrice du précédent record.

#### Second mandat
Arturs Krišjānis Kariņš révèle le 14 août 2023 son intention de démissionner, évoquant des désaccords au sein de sa coalition en ciblant nommément les deux alliés de son parti. Il remet effectivement sa démission le 17 août — au lendemain de la désignation d'Evika Siliņa comme candidate de Nouvelle Unité à sa succession —, et se voit charger de la gestion des affaires courantes.

### Ministre des Affaires étrangères
Arturs Krišjānis Kariņš est proposé, quatre semaines plus tard, comme ministre des Affaires étrangères. Le nouvel exécutif obtient la confiance des députés le 15 septembre.
Il démissionne le 28 mars 2024, alors qu'il est soupçonné par la justice de gaspillage de fonds publics concernant l'utilisation d’avions privés pour des vols officiels. Il quitte ses fonctions le 10 avril suivant.